# 한국의 후식 목록
아래는 한국의 후식 목록이다.

## 빵

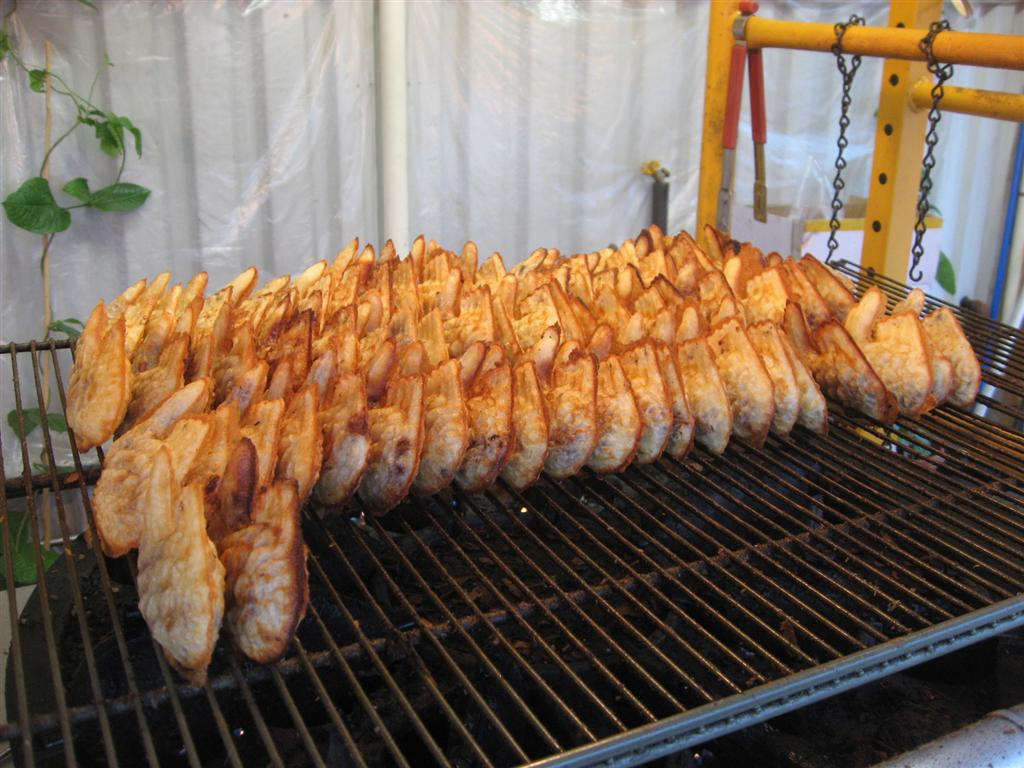
붕어빵

- 붕어빵

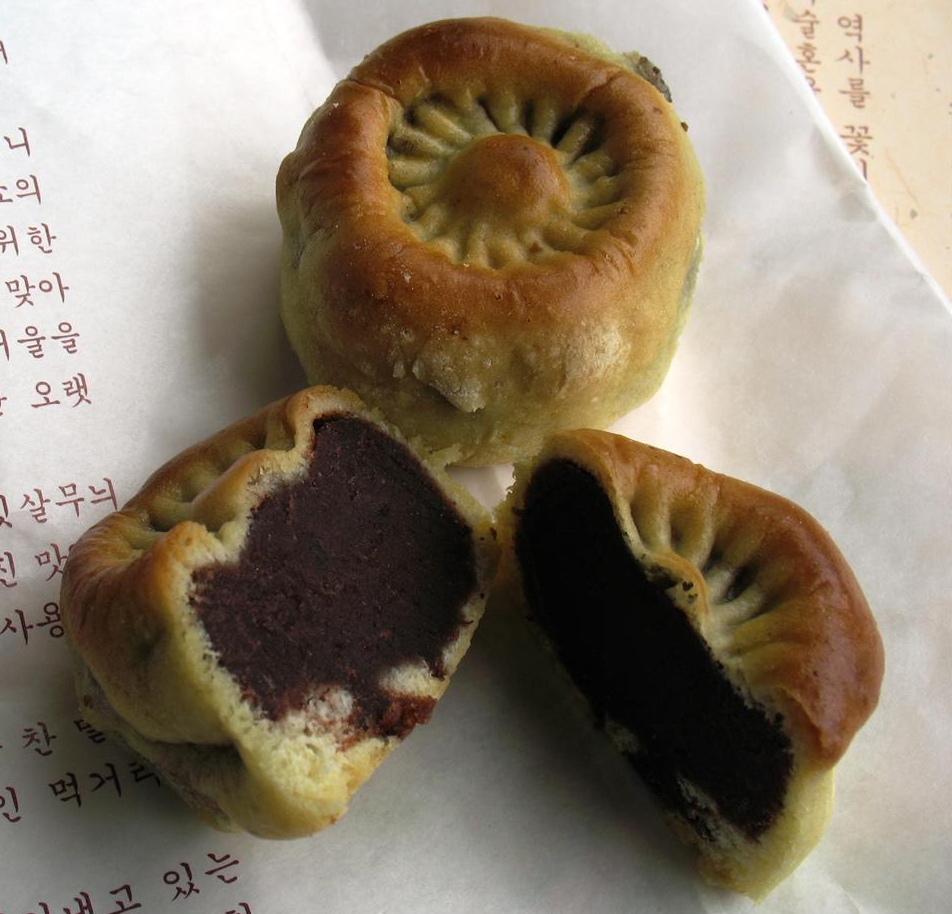
황남빵
- 호빵
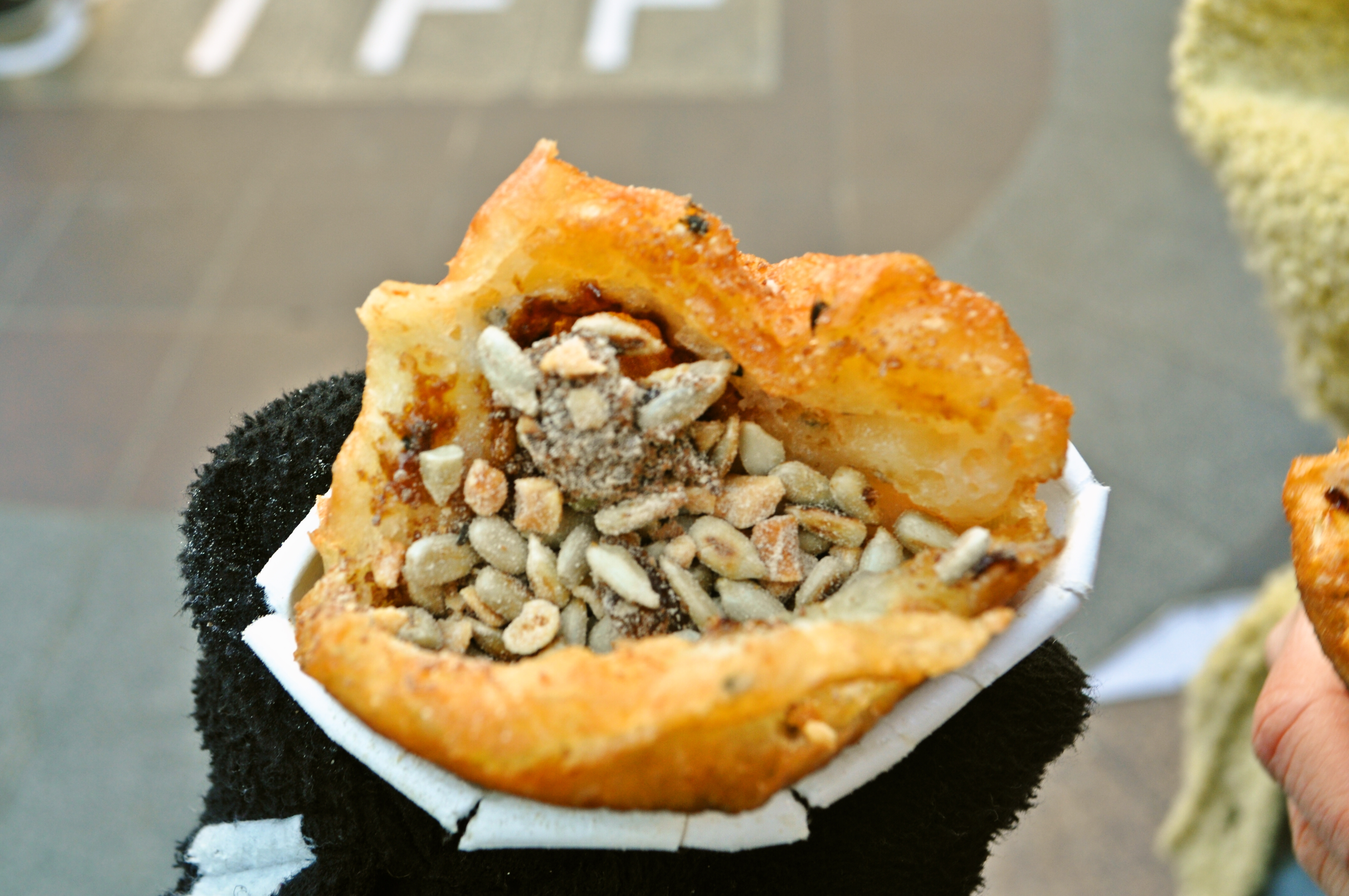
호떡
- 빙수
- 튀밥
- 약과

- 황남빵
- 씨앗호떡

## 한과

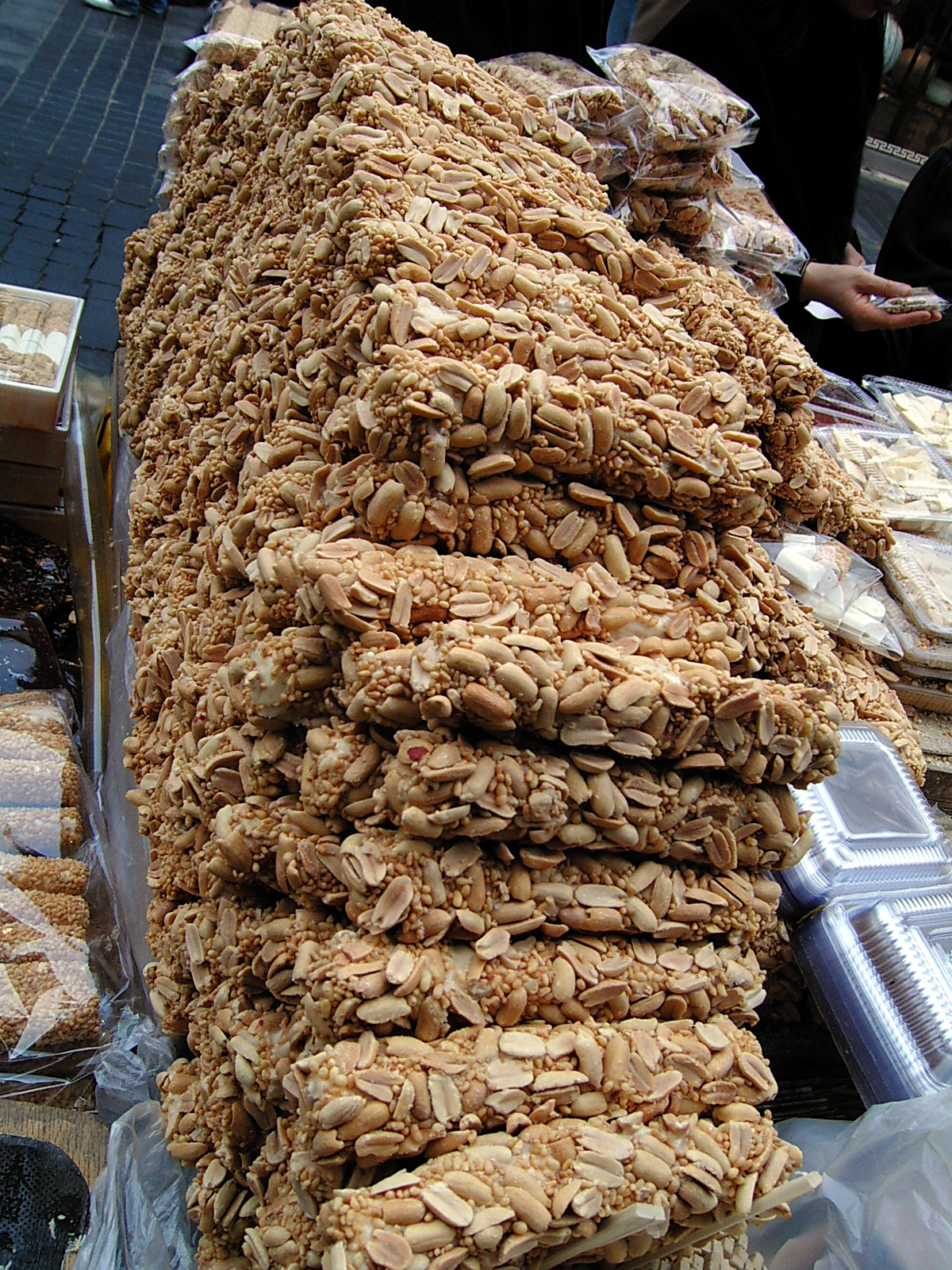
엿

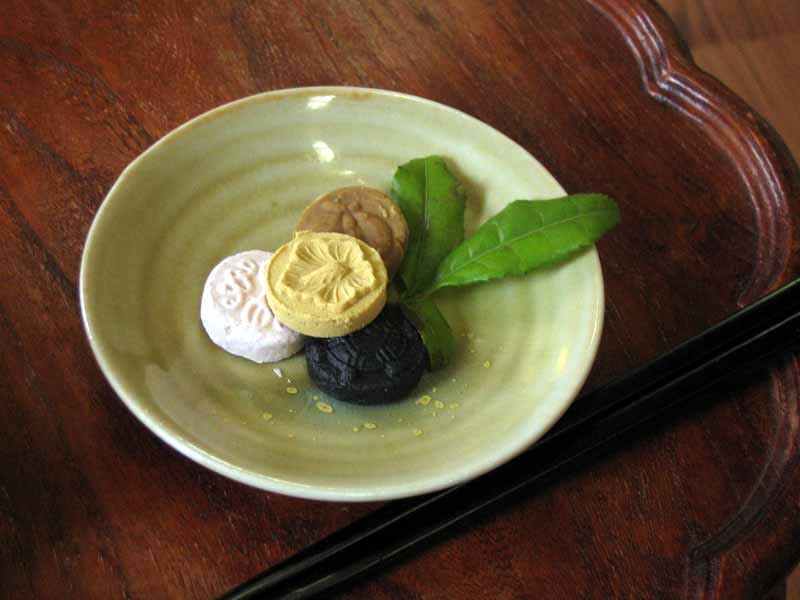
다식
- 강정
- 과편
- 정과
- 매작과
- 만두과
- 숙실과
- 약과
- 엿
- 엿강정
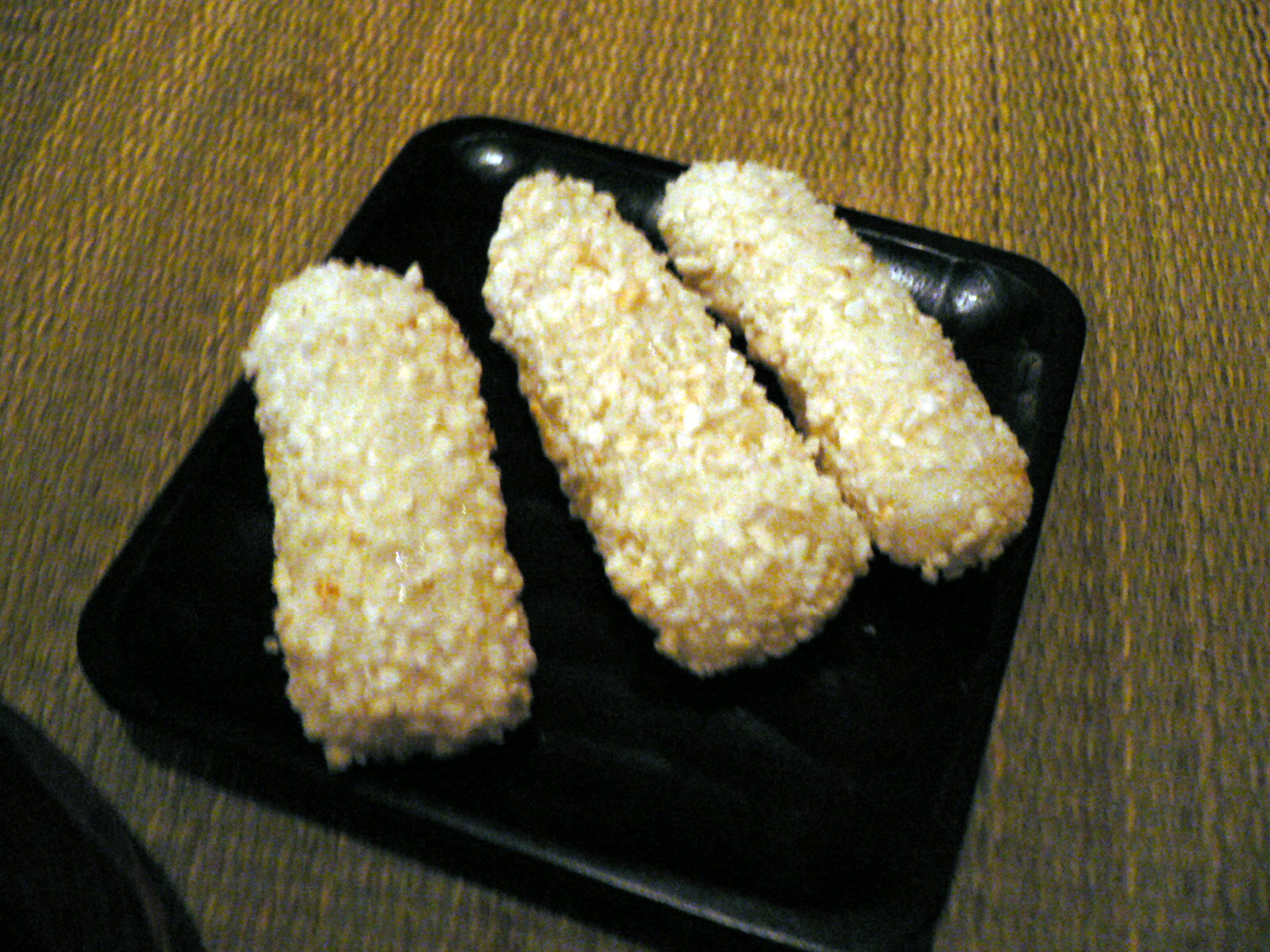
유밀과

- 다식
- 유밀과

## 떡
| 이름     | 사진 |
| -------- | ---- |
| 백설기   |      |
| 개피떡   |      |
| 부편     |      |
| 화전     |      |
| 인절미   |      |
| 절편     |      |
| 증편     |      |
| 무지개떡 |      |
| 시루떡   |      |
| 송편     |      |
| 약식     |      |
| 망개떡   |      |
| 오메기떡 |      |
| 가래떡   |      |
| 찹쌀떡   |      |
| 경단     |      |
| 꿀떡     |      |
| 노티     |      |
| 단자     |      |
| 밴새     |      |
| 부꾸미   |      |
| 빙떡     |      |
| 쑥떡     |      |
| 웃기     |      |
| 호박떡   |      |

## 음료
- 수정과
- 숭늉
- 식혜

## 같이 보기
- 한국 요리
- 한국 음식의 목록